# BFSP2
BFSP2‏ (Beaded filament structural protein 2) هوَ بروتين يُشَفر بواسطة جين BFSP2 في الإنسان.